# Средноатлантически регионален космодрум
Средноатлантическият регионален космодрум (на английски: Mid-Atlantic Regional Spaceport) е комерсиално съоръжение за космически полети, разположено във САЩ, щата Вирджиния, окръг Акомак.
Първото изстрелване от космодрума е осъществено в GMT 12:00 ч. на 16 декември 2006 година. Тогава ракетата „Минотавър“ изстрелва 2 спътника. През 2007 година се извършва следващото изстрелване на ракета от космодрума.